# Сайфул-Мулук (национальный парк)
Сайфул-Мулук (англ. Saiful Muluk) — национальный парк, Пакистан. Находится в Хайбер-Пахтунхве, долина Кагхан, округ Маншехра.

## Местоположение
Национальный парк был основан в 2003 году, включает в себя: озеро Сайфул-Мулук и горные хребты.

## Флора и фауна
В национальном парке имеется целый ряд млекопитающих: леопарды, горалы, мунтжаки, кабаны, шакалы, лисицы и дикобразовые. Обитают также и рептилии, такие как: дабойи, индийские кобры и песчаные эфы.